# Metrosideros brevistylis
Metrosideros brevistylis är en myrtenväxtart som beskrevs av J.W.Dawson. Metrosideros brevistylis ingår i släktet Metrosideros och familjen myrtenväxter.
Artens utbredningsområde är Nya Kaledonien. Inga underarter finns listade i Catalogue of Life.